# Synagoge (Slonim)

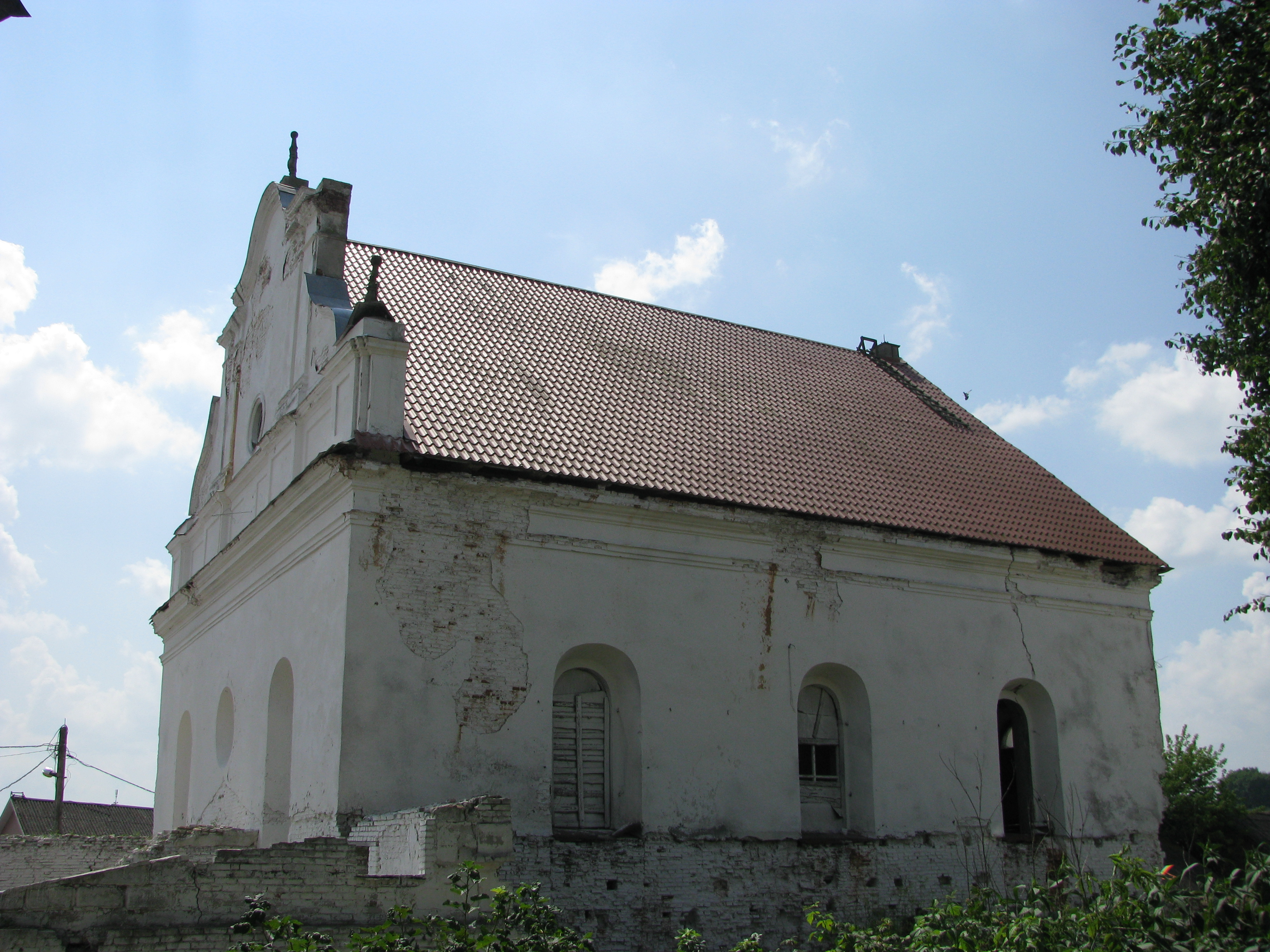
Synagoge in Slonim (2010)

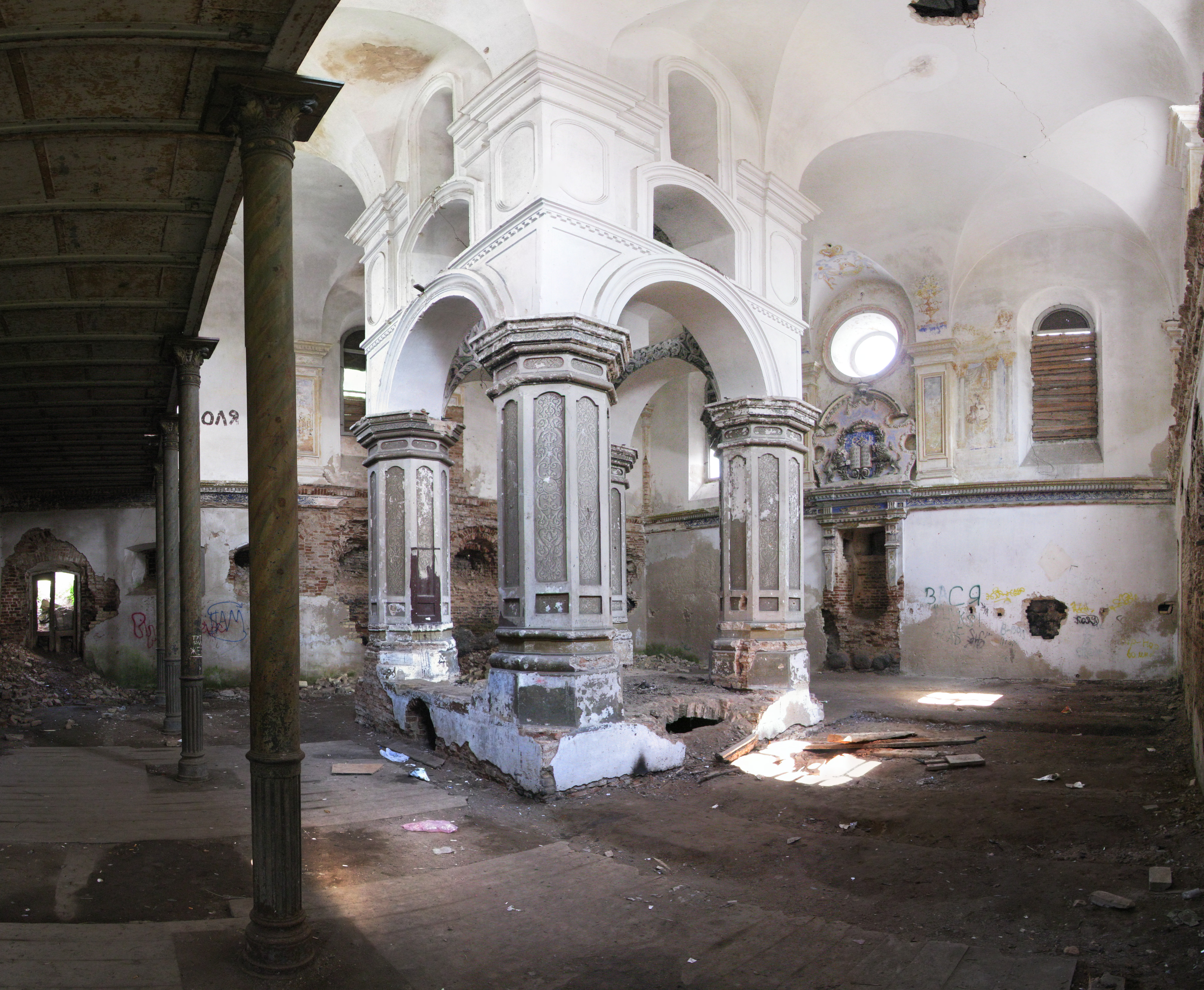
Innenansicht mit Bima

Die Synagoge in Slonim, einer belarussischen Stadt in der Hrodsenskaja Woblasz, wurde 1642 erbaut. Sie wurde im Zweiten Weltkrieg nicht zerstört.

## Geschichte
Ursprünglich bestand die Synagoge aus der Haupthalle und flachen, an der Nordwand angrenzenden Gebetsräumen der Frauen. Es ist nicht bekannt, ob es bereits zu Beginn eine Vorhalle gab, da im Laufe der Jahre Anbauten angefügt wurden und diese immer wieder umgebaut wurden.
Es ist anzunehmen, dass das Dach hinter einer Attika verborgen war. Im 18. Jahrhundert wurde es grundlegend umgebaut und durch ein hohes, steiles Satteldach ersetzt. Der Giebel der der Stadt zugewandten Ostseite wurde im Stil des Barock umgebaut und sollte wohl der Basilika im Ort ähneln. Der westliche Giebel war in einfacher Dreiecksform.
Entgegen den Gewohnheiten von Synagogenbauten wurden im 19. Jahrhundert entlang der Ostseite auch Verkaufsstände errichtet.
Die Synagoge wurde im Zweiten Weltkrieg nicht zerstört und danach als Möbellager genutzt. Es wurden aber amateurhafte Renovierungen durchgeführt und die äußeren Anbauten wurden umgebaut oder abgerissen.
Neben der Großen Synagoge in der polnischen Stadt Tykocin ist dieses die einzige Synagoge aus dem 17. Jahrhundert, in der die Stützbima nahezu unverändert erhalten ist.
Das Gebäude ist in einem schlechten Zustand; wird  jedoch (2020) nicht mehr als Lager genutzt. Bemühungen für eine grundlegende Sanierung des Bauwerks bestehen.

## Architektur
Die Haupthalle misst innen 16 × 13 m². Der Boden liegt erheblich unter dem Niveau der äußeren Umgebung. Der Raum ist bis zu 11,50 m hoch, wobei das Gewölbe durch die Bima abgestützt wird. An jeder der Seiten befinden sich je drei hohe Rundbogenfenster; eine Ausnahme bildet die Ostseite, hinter der sich der Toraschrein befindet. Dort sind es nur zwei solche Fenster und dazwischen oben ein Okulus.
Die Wände und Säulen im Inneren waren mehrfarbig und verziert. Diese sind in Teilen noch erhalten.